# Estátua de Penélope
A Estátua de Penélope é uma estátua de mármore que foi descoberta em Persépolis, e acredita-se ser a estátua da mítica Penélope. 
A estátua faz parte do acervo do Museu Nacional do Irã.

## Descoberta
Com dimensões reais, a senhora grega no Estilo Severo foi escavada pelo Instituto Oriental de Chicago, em 1945.  Ela se encontrava espalhada em três fragmentos nas ruínas do Tesouro de Persépolis.  A estátua é um indício da presença grega no Irã no período Selêucida, outra hipótese sugere que ela teria sido trazida para a capital persa por Xerxes I após o saque de Atenas em 480 a.C., outros ainda sugerem ter sido um presente para selar um acordo entre os dois povos. Sua descoberta recorda a destruição de Persépolis por Alexandre, o Grande, na primavera de 330 a.C. 

## A Musa
Penélope na mitologia grega, é esposa de Ulisses, filha de Icário e de Periboea. Ela esperou a volta de seu marido da Guerra de Troia. A longa viagem de retorno de Ulisses é o tema da Odisseia, de Homero.

## Atualidade
Em Maio de 2015, a estátua foi exposta na Fundação Prada de Milão, na Itália, por cerca de 4 meses. Durante este período, a estátua foi comparada às outras versões conhecidas da mesma. As cópias, no entanto, datam dos séculos I e II 
Num total de quatro estátuas, após exposição em Milão, elas foram também expostas em Teerã em 21 de setembro, o Dia Mundial da Paz.  O empréstimo das estátuas e a série de exposições fizeram parte de um projeto de aproximação cultural, em especial pela ocasião das negociações para suspensão das sanções econômicas contra o Irã.

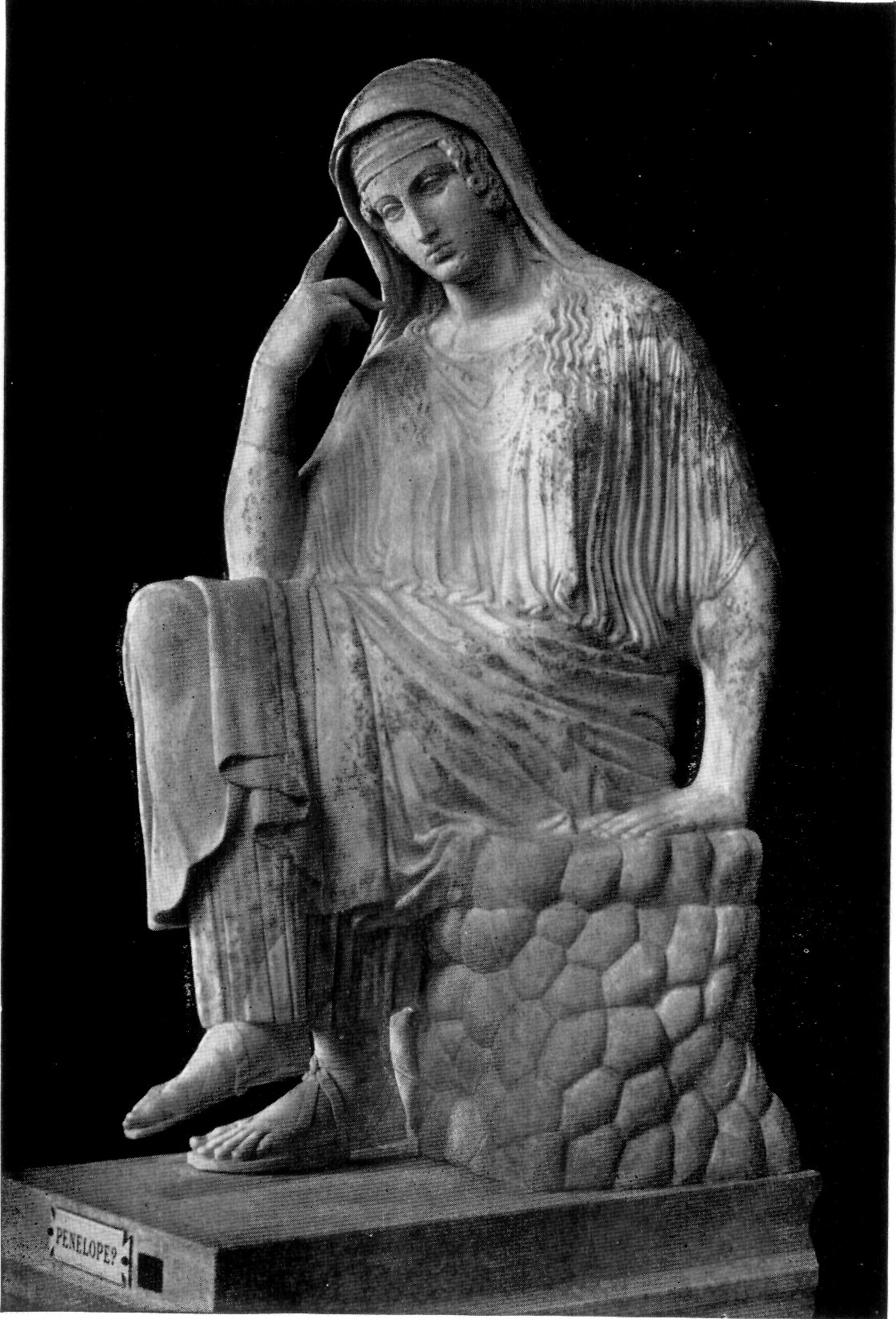
Versão da estátua de Penélope exposta no Vaticano
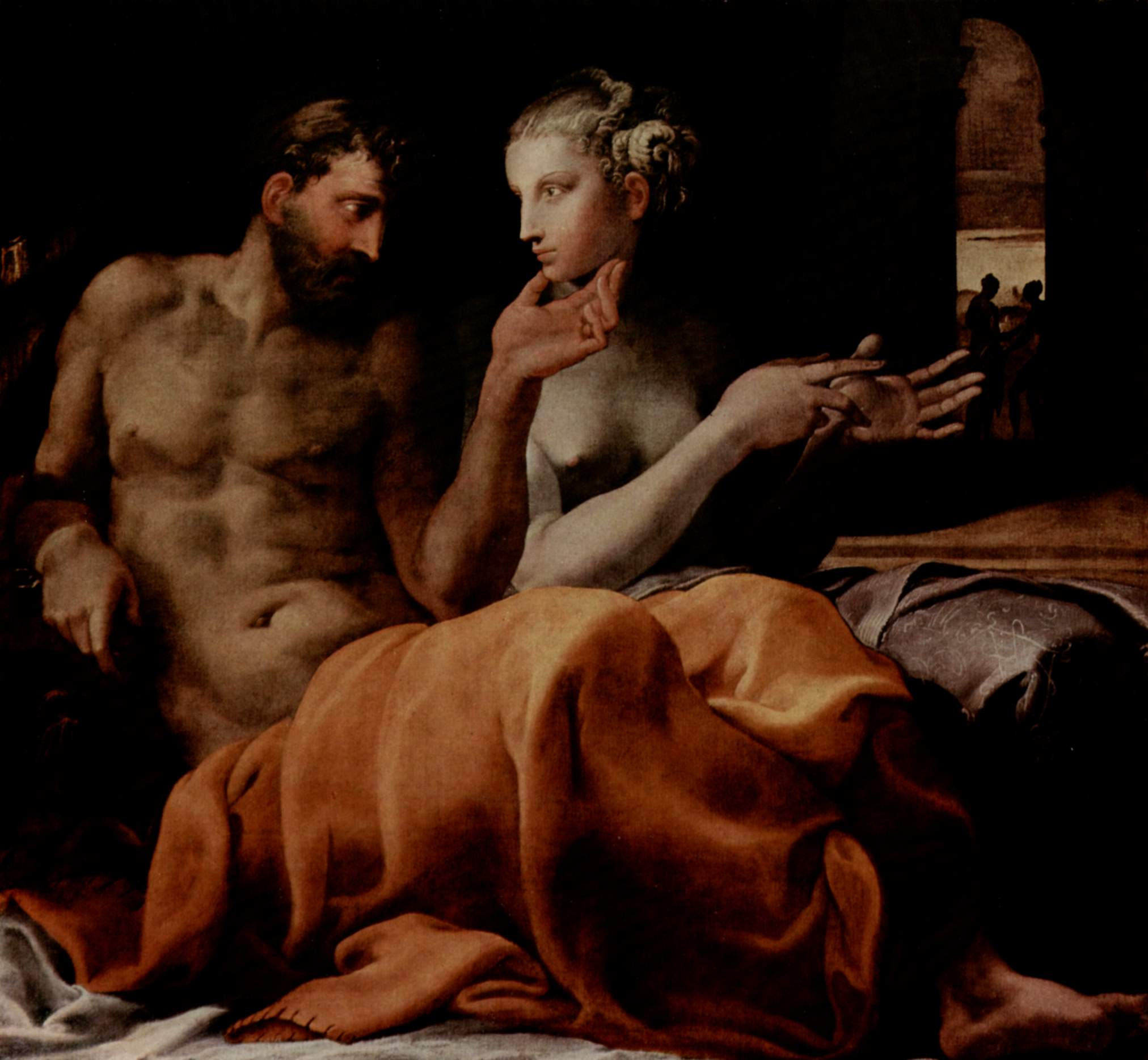
Ulisses e Penélope, por Francesco Primaticcio
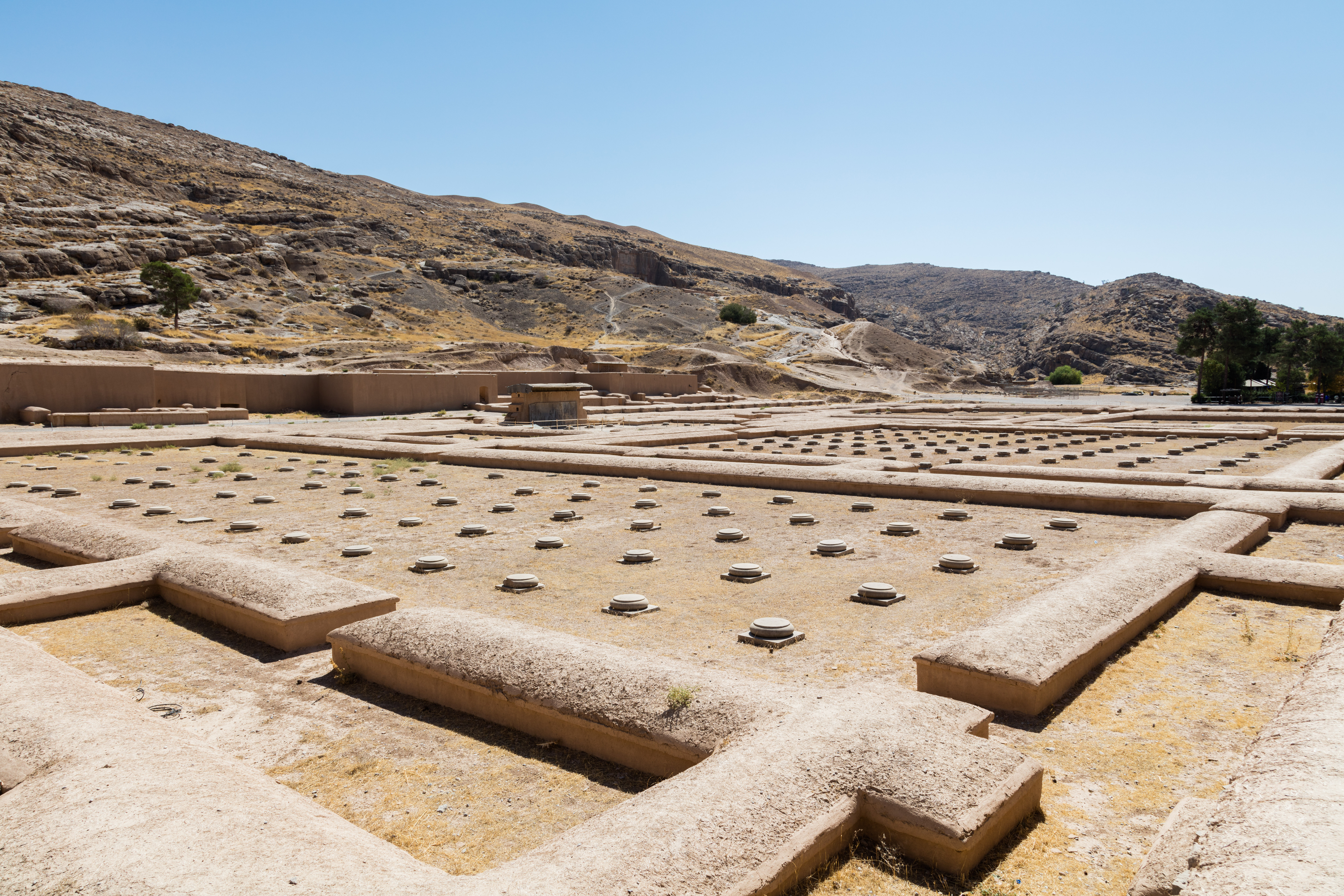
Vista do Tesouro de Persépolis
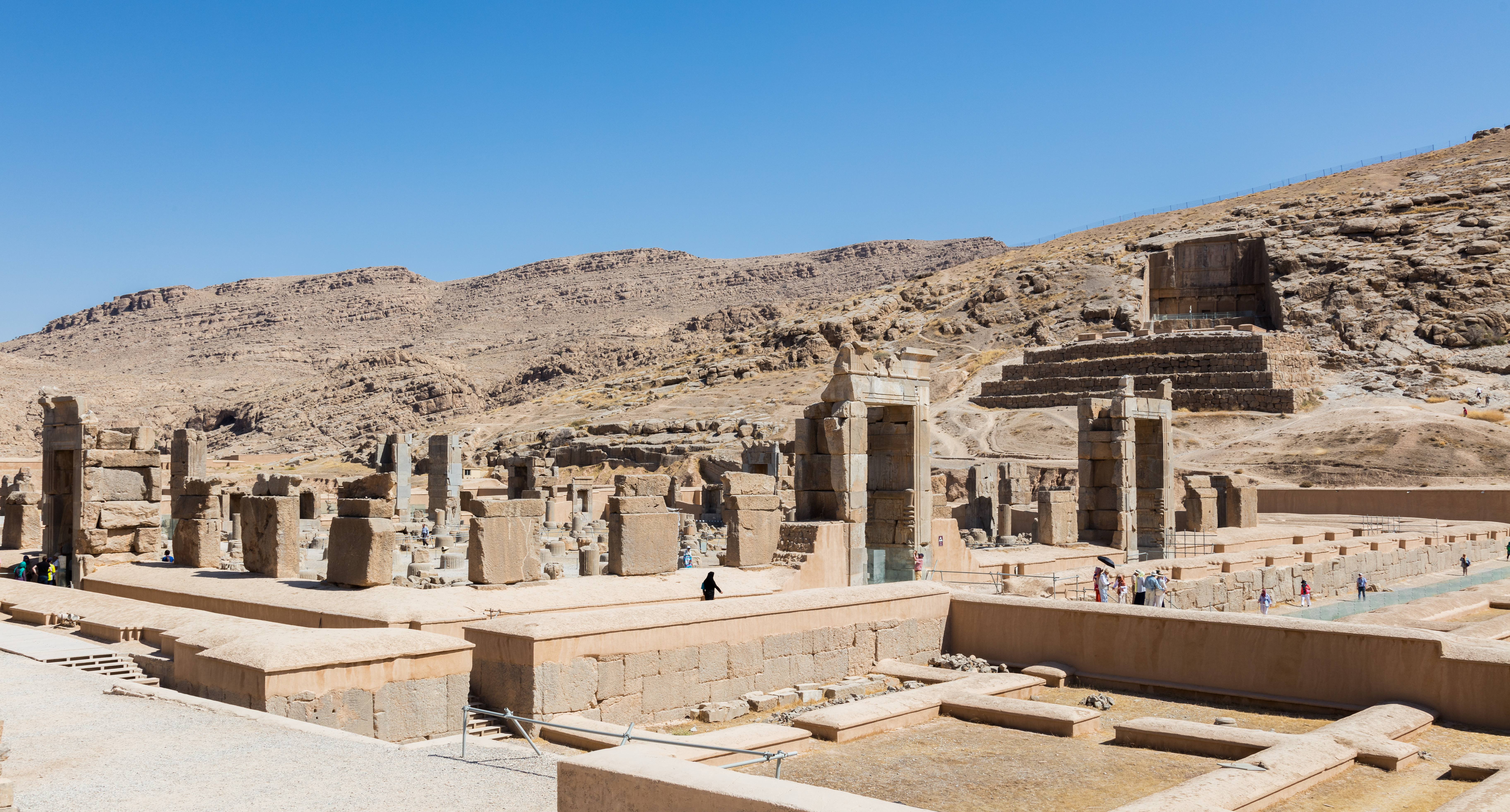
Vista geral das ruínas de Persépolis
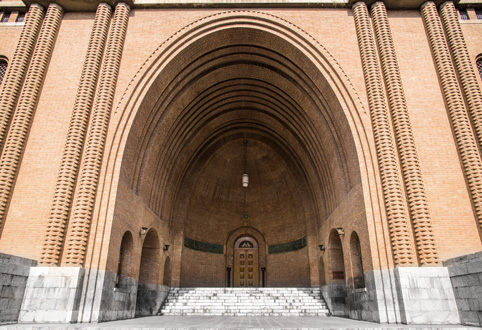
Fachada do Museu do Irã Antigo, em Teerã